# 白石小百合 (経済学者)
白石 小百合（しらいし さゆり、1963年 - ）は、日本の経済学者。専門は計量経済学や行動経済学で、とりわけ幸福度の研究を行っている。日本経済研究センター副主任研究員などを経て2007年より横浜市立大学教授を務めているほか、厚生労働省中央社会保険医療協議会公益委員等、政府省庁などの審議委員も務める。

## 来歴
1963年、長野県出身。上智大学外国語学部に在籍中はドイツ語を専攻、副専攻としては国際関係論を選び、経済学は勉強していない。1986年に卒業。就活を通じて社会全体の役に立つことを目標とする非営利団体に関心があることに気づき、経済予測や経済分析が自分に合っているとの漠然とした確信を抱いて民間シンクタンクである日本経済研究センターに入所する。20代前半は社内の専門図書館司書や役員秘書として経験を積むが、20代後半から経済分析に興味を持ち、所内で同僚とマクロ経済学の勉強会を開くなどして経済学の勉強を進める。30代で経済分析の部署に異動し、研究職として官庁からの受託研究を行う。この間慶應義塾大学大学院経済学研究科で金融論を専門分野として研究を行い、指導教員の吉野直行から勧められた家計の金融資産選択に関する研究で修士論文を執筆する。吉野の専門がマクロデータであるのに対して白石の興味がミクロ計量にあったため、松浦克己に指導を仰ぐ。2004年に博士課程を単位取得退学する。
2006年に日本経済研究センターを退職後、帝塚山大学経済学部教授に就任する。同年、大阪大学より博士（経済学）を取得。2007年には横浜市立大学国際総合科学部教授に就任。2007年の行動経済学会立ち上げでは発起人のひとりに名を連ねた。
2000年代初頭に社会問題となった少子化に関してはコスト面からアプローチする研究が多かったが、白石らはコスト以外の面、特に子育ての喜びの側面に着目し、共同研究者との共著書『日本の幸福度』などによって成果を発表する。幸福度研究に関しては、アンケート調査の回答における主観性ゆえに生ずる信頼性への疑問が存在することを認め、一時的ではないより大きな幸福度を現在（2015年のインタビュー当時）の指標で十分に測定できているかを検証する必要性を指摘している。

## 著書
- （松浦克己との共著）『資産選択と日本経済―家計からの視点』 東洋経済新報社、2004年。ISBN 978-4492653425
- （松浦克己との共著）『EViewsによる統計学入門』 東洋経済新報社、2009年。ISBN 978-4492470800
- （大竹文雄・筒井義郎との共編著）『日本の幸福度―格差・労働・家族』 日本評論社、2010年。ISBN 978-4535555983